# Corbești (okręg Arad)
Corbești – wieś w Rumunii, w okręgu Arad, w gminie Petriș. W 2011 roku liczyła 196 mieszkańców. 